# 福尔努什 (马尔库-迪卡纳韦西什)
福尔努什是葡萄牙波尔图区的一个堂区。总面积2.47平方公里，总人口3303人，人口密度1337.2人/平方公里。